# Writers' Guild of Great Britain
La Writers' Guild of Great Britain (en français : la guilde des écrivains de Grande-Bretagne), fondée en 1959, est le syndicat britannique des écrivains professionnels. Il est affilié au niveau international avec le Trades Union Congress (TUC) et l'International Affiliation of Writers Guilds (IAWG).

## Catégories de récompense
- Prix de la Guilde des écrivains de Grande-Bretagne (Writers' Guild of Great Britain Award)
- Meilleur scénario (Best Feature Film Screenplay)

## Palmarès 2010

### Meilleur scénario
- Kick-Ass – Matthew Vaughn et Jane Goldman